# Macrodactylus howdeni
Macrodactylus howdeni är en skalbaggsart som beskrevs av Arce-pérez och Moron 2009. Macrodactylus howdeni ingår i släktet Macrodactylus och familjen Melolonthidae. Inga underarter finns listade i Catalogue of Life.